# Lithochromis
Genre
Lithochromis est un genre de poissons de la famille des Cichlidae originaires de Tanzanie.

## Systématique
Selon FishBase (25 janvier 2017), les trois espèces de ce genre sont à classer dans le genre Haplochromis.

## Liste des espèces
Selon ITIS (25 janvier 2017) :
- Lithochromis rubripinnis Seehausen, Lippitsch & Bouton in Seehausen et al., 1998
- Lithochromis rufus Seehausen & Lippitsch in Seehausen et al., 1998
- Lithochromis xanthopteryx Seehausen & Bouton in Seehausen, Lippitsch, Bouton & Zwennes, 1998

## Publication originale
- Seehausen (d), Lippitsch (d), Bouton (d) & Zwennes : « Mbipi, the rock-dwelling cichlids of Lake Victoria: description of three new genera and fifteen new species (Teleostei) ». Ichthyological Exploration of Freshwaters, août 1998, vol. 9, n. 2, p. 129-228.